# Обприскувач

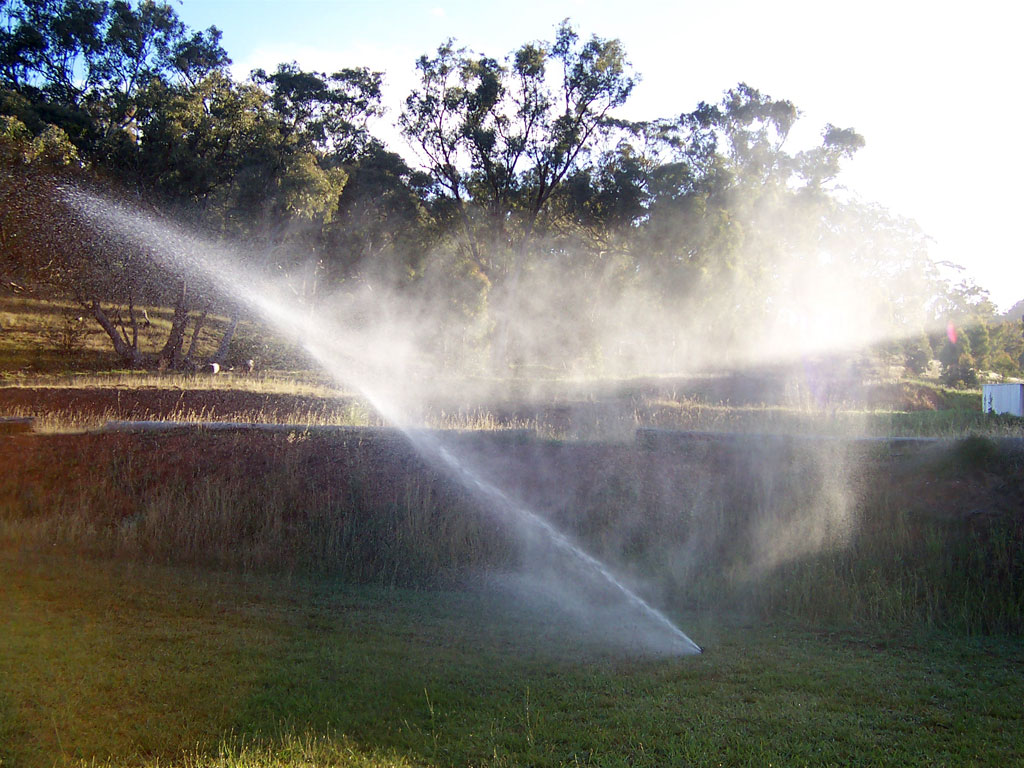
Обприскувач в дії

Обприскувач — пристрій, що зазвичай застосовується в сільському господарстві для того, щоб обприскувати водою чи іншою рідиною ґрунт, котрий має недостатньо вологи. 

## Загальний опис
Завдяки обприскуванню поліпшується живлення коренів рослин вологою і поживними речовинами, знижується температура приземного шару повітря і збільшується його вологість. Обприскувачі бувають нерухомі, ручні (переносні) і тракторні.
Застосовуються обприскувачі як на невеликих садових ділянках так і на досить великих. Крім застосування в сільському господарстві обприскувачі використовують на стадіонах для поливання газону і в активних системах пожежогасіння.
Ручні розпилювачі. Використовується для обробки маленького саду або ж невеликого городу. Зовні такий виріб являє собою ємність в середньому близько 1 літра.